# Codename: Outbreak
Codename: Outbreak (v Rusku známá jako Venom. Codename: Outbreak) je střílečka z pohledu první osoby, kterou vyvinula ukrajinská společnost GSC Game World a vydala Virgin Interactive. Odehrává se na počátku 21. století. Před začátkem hry přilétá meteorický déšť obsahující parazitickou mimozemskou formu života, která přebírá kontrolu nad svými hostiteli. Hra zahrnuje boj proti této mimozemské invazi ve 14 různých úrovních.
V Severní Americe byla tato hra součástí 20dolarové rozpočtové řady společnosti Titus Interactive, která byla spolu s dalšími hrami: Original War, Screamer 4x4 a Nightstone byla takto označena značkou Virgin Interactive.

## Hratelnost
Namísto několika zbraní jako v tradičních střílečkách používá hráč jednu zbraň s několika režimy (např. kulomet, laser, světlice, odstřelovací pušku, raketomet atd.). Univerzální zbraň má několik druhů, čímž může střílet jiné typy munice. Jediná zbraň, která má nekonečné množství munice, je laser, který je navíc zcela tichý (pro nepřátelskou AI), a proto je neocenitelný pro stealth mise. Různé mise vyžadují různé nástroje, takže je rozhodující, jakou zbraň a zbroj si vezmete.
Zásadní volbou je zbroj, hráči si mohou vybrat různé obleky, které jsou stavěné pro různé situace. Jedna je určena do města, druhá do pouště a třetí do lesa. Existují také pokročilé verze zvané „Seraphim“, které zvyšují  ochranu.
Hráči mají inventář, ve kterém je i brnění a zbraň, kterou hráč používá. Každá postava má limitované množství předmětů, které může nést. To, kolik toho hráč v Outbreaku nese, postavu nijak nezpomaluje. Kromě munice a vybavení mohou hráči najít i další potřebné předměty, například lékařské vybavení, PDA a další různé předměty.
V kampani pro jednoho hráče se hraje v dvoučlenném družstvu, přičemž hráč může mezi oběma postavami přepínat a dávat tomu druhému rozkazy. Tuto kampaň lze hrát také jako kooperaci pro 2 hráče. Při hře v módu pro jednoho hráče si hráč může vybrat, kdo s ním bude v družstvu, protože je k dispozici řada rekrutů. Každý z nich je lepší v té či oné statistice, takže je třeba pečlivě vybírat. Pokud některý člen družstva během kampaně zemře, nelze ho získat zpět. Po zbytek kampaně budou označeni jako KIA.

### Česká lokalizace
Hra obsahuje českou lokalizaci včetně českého dabingu.

## Příběh
Na počátku 21. století zasáhne otevřené údolí ve Spojených státech meteorická bouře. K vyšetřování jsou vyslány policejní a vědecké týmy a jednotky námořní pěchoty. Krátce poté zmizí. V úvodní cut-scéně operuje předsunutý tým, když je oznámeno, že se někteří muži přestali hlásit ve vysílačce. Kapitán Wilson, velitel týmu, a jeho přítel Steve se náhle dostanou pod palbu svých spolubojovníků. Když se stahují k leteckému stanovišti, je Steve zraněn. Zatímco Wilson zoufale čeká na přílet transportu, na Wilsona náhle skočí neznámé zvíře a obrazovka zčerná.
Krátce poté se pokročilá organizace snaží zjistit, co se v zóně děje, aby pochopila podstatu situace a zahájila protiútok proti mimozemšťanům. Za tímto účelem vyspělá zásahová jednotka (hráči a vojáci ovládaní umělou inteligencí) vyšetřuje a hledá mariňáky a policisty, kteří byli infikováni parazity.
Poté je zřízeno pokročilé výzkumné zařízení, které slouží k potřebám studia vetřelců. Po dokončení a zahájení provozu je samotné zařízení zamořeno vetřelci, netrvá dlouho a všichni jsou nakaženi. Do boje musí opět vstoupit zásahová jednotka. Nejprve proniknou dovnitř zařízení z vnějšího perimetru, kde se setkávají s novými nepřáteli. Jakmile se dostanou dovnitř, musí shromáždit zpravodajské informace a odstranit hrozbu. Uvnitř objeví přeživšího vědce.
Tým je zatlačen do mnoha misí. Část z nich se točí kolem ochrany a vypuštění družice Ikarus-1, která může sledovat a určovat rozsáhlé šíření mimozemské infekce. Jiné spočívají v čištění důležitých cílů, například v jedné misi, v níž musí hráči proniknout na letiště a přeprogramovat protivzdušnou obranu, aby odepřeli nepříteli obrovskou leteckou podporu. Některé se dokonce točí kolem zabránění katastrofě, jako jsou dva pokusy o odpálení raket hromadného ničení. V průběhu celé akce je zcela zřejmé, o jak závažnou invazi se jedná. Narazíte na mnoho nepřátel, od obranných věží až po těžká vozidla. Tým se musí rychle přizpůsobit každé misi, jinak bude velmi trpět.
V závěrečné misi je vypuštěn Ikarus-1 a obíhá kolem Země. Na malém ostrově, který je obklopen dalšími zdroji, detekuje mohutný zdroj tepla. Zjistí se, že mimozemšťané fungují jako kolektiv a masivní signatura je centrální myslí. Bez této entity by se mimozemšťané pravděpodobně dostali do chaosu a nebyli by schopni další invaze. Tým dostane rozkaz tam proniknout a umístit u řídící entity jadernou bombu.
Po úspěšném dokončení mise bomba exploduje a zničí centrální mysl a vše kolem ní. Podle předpovědi se mimozemské síly zhroutí, protože je nemá kdo vést a nyní je snadné se jich zbavit.